# جوردن كرين
جوردن كرين (بالإنجليزية: Jordan Crane)‏ هو لاعب اتحاد الرغبي بريطاني، ولد في 3 يونيو 1986 في برومزغروف ‏ في المملكة المتحدة.

## وصلات خارجية
- جوردن كرين على موقع دوري الرغبي الممتاز (الإنجليزية)
- جوردن كرين عل موقع إسبنسكروم (الإنجليزية)
- جوردن كرين على موقع ItsRugby.co.uk (الإنجليزية)